# William E. Simonds

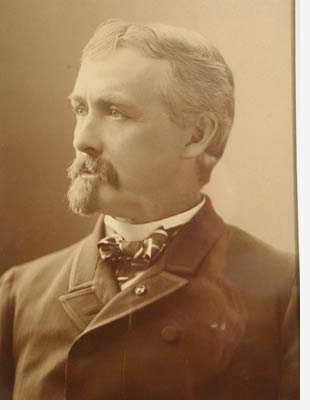
William E. Simonds

William Edgar Simonds (* 24. November 1842 in Collinsville, Hartford County, Connecticut; † 14. März 1903 in Hartford, Connecticut) war ein US-amerikanischer Politiker. Zwischen 1889 und 1891 vertrat er den ersten Wahlbezirk des Bundesstaates Connecticut im US-Repräsentantenhaus.

## Werdegang
William Simonds besuchte die öffentlichen Schulen seiner Heimat einschließlich der Collinsville High School. Im Jahr 1860 absolvierte er die Connecticut State Normal School in New Britain. Danach begann er als Lehrer zu arbeiten. Während des Bürgerkrieges trat er als einfacher Soldat einem Infanterieregiment aus Connecticut bei. Dort stieg er bis zum Hauptfeldwebel auf. Dann wurde er Leutnant in der regulären Armee der Union. Für seine militärische Tapferkeit in der Schlacht von Irish Bend in Louisiana wurde er später mit der Medal of Honor ausgezeichnet. Nach dem Krieg studierte Simonds an der juristischen Fakultät der Yale University Jura. Noch im Jahr 1865 wurde er als Rechtsanwalt zugelassen. Daraufhin begann er in Hartford in diesem Beruf zu arbeiten.
Simonds war Mitglied der Republikanischen Partei. Zwischen 1883 und 1885 saß er als Abgeordneter im Repräsentantenhaus von Connecticut. Dort war er 1885 Präsident des Hauses. Bei den Kongresswahlen des Jahres 1888 wurde er im ersten Distrikt von Connecticut in das US-Repräsentantenhaus in Washington, D.C. gewählt, wo er am 4. März 1889 die Nachfolge des Demokraten Robert J. Vance antrat. Da er aber im Jahr 1890 nicht bestätigt wurde, konnte er bis zum 3. März 1891 nur eine Legislaturperiode im Kongress absolvieren.
Zwischen 1891 und 1893 war Vance Bundesbeauftragter für Patentangelegenheiten. Danach arbeitete er bis zu seinem Tod im März 1903 wieder als Anwalt.